# Ebionismo
Ebionismo (em grego:  Ἐβιωναῖοι Ebionaioi, derivado do hebraico אביונים, Evyonim, "pobres") é um termo patrístico que se refere a diversos movimentos de cristãos de origem judaica que surgiram a partir do segundo século da Era Cristã.

## História
Quase tudo que se sabe sobre os ebionitas foi escrito em breves menções pelos autores patrísticos, que entendiam que esses eram grupos como heréticos judaizantes. Assim, a reconstituição histórica dos ebionitas conta com dificuldades de viéses antiebionitas e seu caráter fragmentário das fontes. Além do mais, houve mais de um grupo sob essa designação, não necessariamente com as mesmas doutrinas ou práticas.
O cristianismo nasceu entre israelitas no século I e progressivamente foi ganhando mais adeptos entre não judeus (os gentios). Devido à Revolta Judaica de 66-73, que gerou uma fuga de maior parte dos cristãos judeus de Jerusalém, a importância da Igreja de Jerusalém diminuiu drasticamente. Desse modo, cristianismo judaico se dispersou por toda a diáspora judaica no Levante, onde foi lentamente eclipsado pelo cristianismo gentio, que depois se espalhou por todo o Império Romano sem a competição de grupos judaicos-cristãos. Após a derrota da Rebelião de Bar Kokhba, os judeus foram proibidos de viver na Palestina e Jerusalém tornou-se a cidade gentia de Aelia Capitolina. Contudo, até o século VI era comum ainda encontrar alusões de legados judaicos no cristianismo, diferenciando mais em origem étnica que doutrinária.
Aproximadamente do ano 140 d.C. o escritor cristão vivendo entre os samaritanos e judeus Justino, no "Diálogo com Trifo", relata que existiam dois tipos de cristãos judeus que observam a lei de Moisés: os tolerantes, que observam os preceitos judaicos, mas que não exigiam que os outros da comunidade observassem tais preceitos e aqueles que acreditavam que a lei mosaica seria obrigatória para todos Justino Mártir. Surgiria assim, no século II, a distinção entre grupos judeus-cristãos de doutrina "ortodoxa" seguindo a linhagem de Tiago, o Justo, e grupos marginais como os nazarenos e ebionitas.
O primeiro registro conhecido de um grupo chamado de "Ebionita" (Ebionai) é de cerca de 180 d.C. quando Ireneu de Lyon, que não fazia menção aos nazarenos .
Segundo Orígenes, o termo "Ebion" significava 'pobre'.
Tertuliano foi o primeiro a escrever contra um heresiarca chamado "Ebion", como fundador dos ebionitas. Segundo Epifânio, Ebion teria nascido em um vilarejo chamado Cochabe no distrito de Basã, teria viajado pela Ásia e até mesmo para Roma. Já para Jerônimo, Ebion teria vivido na época do apóstolo João, sendo repreendido pelo apóstolo por não acreditar que Jesus existia antes de Maria.
Uma das última menções contemporâneas aos ebionitas aparece em Epifânio de Salamina (310-320 - 403). Epifânio escreveu Panarion, obra na qual criticou cerca de oitenta seitas heréticas, entre elas os ebionitas, desse modo forneceu descrições gerais de suas crenças religiosas e citações de seus evangelhos, que não sobreviveram. Segundo Epifânio, os ebionitas residiram em Nabateia, Banias, Moabe e Kochaba na região de Basã, perto de Daraa. Desses lugares, se dispersaram para a Anatólia, Roma e Chipre. Em 375, Epifânio registrou a existência de ebionitas na Ilha de Chipre, mas no século V, Teodoreto de Cirro relatou que não existiam mais ebionitas naquela região.

## Literatura ebionita
Consta nos escritos de Irineu de Leão, Eusébio e Epifânio que os ebionitas usavam somente um Evangelho. Esse evangelho supostamente teria sido escrito em hebraico, e era considerado como sendo o "Evangelho de Mateus", mas era menor do que o Evangelho de Mateus canônico em grego.
Frequentemente o Evangelho dos Ebionitas era tratado como se fosse o mesmo "Evangelho dos Hebreus" , e Epifânio de Salamina. No entanto, é necessário distinguir entre o Evangelho dos Hebreus usado pelos ebionitas e o Evangelho dos Hebreus usado pelos nazarenos, pois o evangelho utilizado pelos nazarenos era uma versão um pouco mais extensa, que continha todos os trechos encontrados no Evangelho de Mateus em grego utilizado pelos cristãos, com alguns trechos a mais, enquanto que o usado pelos ebionitas, ao contrário, era mais curto que a versão canônica.. O Evangelho dos Hebreus usado pelos nazarenos é citado várias vezes por Jerônimo, demonstrando ser definitivamente uma obra distinta ao Evangelho dos Ebionitas.
A análise dos fragmentos do Evangelho dos Ebionitas demonstra que era escrito em grego e e dependente da redação do Evangelho de Lucas e não do Evangelho de Mateus. Há similaridades temáticas entre o Evangelho dos Ebionitas e a Literatura Pseudo-Clementina.
O erudito Hans-Joachim Schoeps tentou reconstruir um hipotético Atos dos Apóstolos segundo a versão ebionita.
Quanto à Bíblia Hebraica. Há dúvidas de quanto os ebionitas a aceitavam. Há registro de que os ebionitas repudiavam os profetas canônicos. Contudo, um prosélito ebionita, Símaco, produziu uma versão grega do Antigo Testamento, revisando a Septuaginta. Embora os ebionitas aceitavam a Torá como sendo dada a Moisés, negavam que os livros escritos de Moisés (o Pentateuco) fossem a mesma coisa que a Torá. A tradição escrita (as escrituras judaicas) teria sido corrompida, mas restaurada pelo Verdadeiro Profeta, Jesus.

## As seitas Ebionitas
Os ebionitas foram confundidos com outros grupos. Por exemplo, inicialmente Jerônimo confundia os ebionitas com os nazarenos (por exemplo na Epístola 112.13 a Agostinho), mas mais tarde diferencia os dois grupos em seu Comentário de Isaías. Segundo relata Orígenes e Eusébio de Cesareia, existiam dois grupos de ebionitas. Segundo Orígenes os ebionitas estavam dividos quanto ao nascimento virginal de Jesus Cristo, com algum aceitando e outros não.
É possível que os ebionitas dos escritos de Epifânio sejam outro grupo distinto. Os ebionitas registrados por Epifânio apresentam relações com os elcassitas. O livro do gnóstico Elcassai teria aceitação entre os ebionitas e outros grupos da Transjordânia. Os elcassitas, que possuíam ensinamentos vegetarianos, assim como os essênios, tinham a sua religião como uma mistura de ensinamentos dos gentios, cristãos e de judeus. Essa vertente ebionita, talvez por influência elcassita, seria vegetariana.
Além desses grupos judaico-cristãos, o termo ebionita aparece entre alguns grupos judaicos. Entre os Manuscritos do Mar Morto há a autorreferência da comunidade de Qumran como os "pobres" (ebionim). No final do primeiro milênio, os Caraítas empregavam a autodesignação "ebionitas"  Há registros fragmentários sobre grupos judaicos marginais árabes  medievais que compartilhavam algumas práticas ou nome com os ebionitas, dentre elas:
- Integrantes de uma seita judia árabe descrita por volta do ano 1.000 d.C. pelo historiador Abd al-Jabbar ibn Ahmad[37];
- Comunidades localizadas no oeste da Península Arábica, descritas, no século XII, pelo Rabino Benjamim de Tudela. Essas comunidades estariam localizadas em duas cidades: Taima e Sadá[38];
- Judeus que aceitavam Jesus como profeta, mas que mantinham as tradições judaicas, que viviam nas proximidades de Medina e Hejaz, conforme descrição, feita, no século XII, pelo historiador muçulmano Muhammad al-Shahrastani[39].
- Grupos que influenciaram a visão de Jesus adotada pelos muçulmanos[40][41]

## Crenças e práticas
Os ebionitas consideravam Jesus de Nazaré como o Messias, mas variavam em suas crenças a respeito do nascimento virginal Irineu indica que eles acreditavam que Jesus era filho de José. Para os ebionitas:
| “ | Cristo não foi gerado por Deus Pai, mas criado como um dos os arcanjos ... que ele governa sobre os anjos e todas as criaturas do Todo poderoso.— Epifânio, Panarion 30.16,4. | ” |

Conforme descritos por Irineu e Hipólito, os ebionitas eram adeptos do Adocionismo (como Cerinto e Carpocrates). Nessa cristologia, o Cristo preexistente (o Logos), incorporou-se em Jesus de Nazaré. Mas, o Cristo se afastou de Jesus na sua morte e ressurreição, enquanto Cristo permaneceu impassível, visto que ele era um ser espiritual.
Quanto às práticas judaicas, segundo Irineu de Leão os ebionitas praticavam a circuncisão, perseveram na observância dos costumes da Lei mosaica e possuíam uma veneração por Jerusalém. Segundo Hipólito de Roma, a soteriologia dos ebionitas consitia na crença de que as pessoas que cumprissem toda a lei se tornaria Cristo.
Os ebionitas repudiavam o apóstolo Paulo de Tarso, sustentando que ele era um apóstata da lei..
Segundo Epifânio de Salamina, os ebionitas eram vegetarianos e diziam quem Jesus e João Batista também eram vegetarianos. Como seus contemporâneos estoicos e neo-pitagóricos (esses também vegetarianos), os ebionitas rejeitavam os sacrifícios.
A denominação adotada por eles, ebyonim, ebionim, que significa "os pobres", sugere que eles atribuíram um valor especial à pobreza voluntária. O biblista Bart Ehrman formulou a hipótese de que o termo ebionita seria empregado pelos cristãos-judeus antes da emergência da ortodoxia que compartilhavam suas posses uns com os outros e, assim, levaram uma vida de pobreza voluntária.

## Ebionismo moderno
No século XVIII o erudito bíblico Johann Gabler formulou a hipótese de que havia tensões entre duas supostas vertentes cristãs no período do Novo Testamento: o cristianismo pró-gentio de Paulo e o cristianismo pró-judaico de Pedro. Essa hipótese foi encampada em massa por críticos do cristianismo, como Edward Gibbon ou recentemente por Hyam Maccoby, para os quais o cristianismo seria uma religião inventada por Paulo enquanto os ebionitas teriam sidos seus originais seguidores que consideravam Jesus como o messias, mas um mero profeta humano. Contudo, tais teorias não são consideradas pela historiografia acadêmica.
Há atualmente diversos movimentos religiosos que em maior ou menor grau pretendem restaurar um grupo de identidade ebionita. Dentre eles, o movimento criado por Shemayah Phillips, que em 1985 fundou a Ebionite Jewish Community  após frequentar por certo tempo uma denominação do Movimento do Nome Sagrado, a Assemblies of Yahweh. Esta comunidade, estritamente monoteísta, reconhece Jesus como um profeta justo e diferentemente dos ebionitas históricos, rejeitam qualquer possibilidade de divindade, adocionista ou não, de Jesus Cristo. Defende uma interpretação judaica do Tanakh e que tal sirva como meio de união entre judeus e gentios para implantação de uma sociedade justa. Outro grupo, o Movimento de Restauração Ebionita, liderado pelo engenheiro aposentado norte-americano Allan Cronshaw enfatiza o lado gnóstico das fontes ebionitas, mas acreditando na reencarnação.

## Citações
Os trechos dos livros dos Padres da Igreja que falam sobre os ebionitas são os seguintes:

1. Ireneu, Contra Heresias:
- 1:26:1-2
- 3:11:7
- 3:21:1
- 4:33:4
- 5:1:3

2. Eusébio de Cesareia, História Eclesiástica 3:27

3. Tertuliano, Apêndice, Contra Todas as Heresias, capítulo III

4. Hipólito de Roma, Contra Heresias 7:22

5. Orígenes, Filocalia 1:24

6. Orígenes, Comentário sobre Mateus 11:12

7. Orígenes, Contra Celso:
- 5:61
- 5:6

8. Jerónimo de Estridão, Carta para Agostinho:
- 4:13
- 4:16

9. Agostinho de Hipona, Carta para Jerônimo, 3:16

10. Epifânio, Panarion:
- 30:3:7
- 30:13:1,2

### Geral
- Enciclopédia católica: Ebionitas
- Enciclopédia judaica
- Literatura sobre os Ebionitas
- Nazarenes and Ebionites
- Enciclopédia Britânica: Ebionites

### Ebionismo moderno
- Ebionite.org